# Zoe Heriot
Zoe Heriot est un personnage joué par Wendy Padbury dans la série Doctor Who. Jeune astrophysicienne surdouée, elle sera l'un des compagnons du 2e Docteur incarné par Patrick Troughton d'avril 1968 à juin 1969. Elle apparaît durant 8 serials sur une totalité de 49 épisodes.

## Histoire du personnage dans le monde de Doctor Who
Zoe apparaît dans l'épisode « The Wheel in Space ». Issue du XXIe siècle, elle travaille dans une station spatiale que les Cybermen vont tenter de prendre d'assaut. Chargée de surveiller le Docteur et son compagnon Jamie elle leur apportera main-forte. S'ennuyant dans l'univers stérile de la station spatiale elle va les suivre à l'intérieur du TARDIS. 
Son personnage est adepte des tenues moulantes assez futuristes très proche de la SF des années 60. (Certains plans de « The Invasion » sont clairement du fan service. ) Selon le scénariste David Whitaker, son nom devait être Herriot, mais le raccourcissement est dû à une erreur typographique. 
Elle voyagera avec le Docteur et Jamie au sein du TARDIS durant 8 sérials dans lequel elle recroisera la route des Cybermen et fera face à des monstres comme les Quarks (« The Dominators ») les Krotons (« The Krotons ») ou les guerriers des glaces. 
Son personnage disparaît à la fin du sérial « The War Games. » Condamné par les Seigneurs du Temps pour avoir volé un TARDIS et être intervenu sur le cours du temps, le Docteur est exilé sur Terre. Alors que le Docteur change d'incarnation, Jamie et Zoe sont alors renvoyés à leur propre époque, leur mémoire effacée des aventures qu'ils ont vécues avec le Docteur. Zoe retourne dans sa station spatiale comme si elle n'en était jamais partie.  
Le personnage fera une réapparition dans l'épisode « The Five Doctors. »
Lors de l'épisode «  The Mind Robber. » de « Tales of the TARDIS. » (2023), Jamie et Zoé se retrouvent et se souviennent de leur rencontre avec des robots, des soldats mécaniques et Méduse dans un pays de fiction gouverné par un mystérieux maître.

## Caractéristiques morales
Contrairement au personnage de Victoria Waterfield qui la précédait, Zoe est loin d'être naïve. C'est une surdouée capable de calculer aussi vite qu'un ordinateur, des capacités dont elle fait preuve dans « The Wheel in Space » et « The Krotons. »  De plus, possédant une Mémoire photographique et venant depuis le futur, elle a une bonne connaissance des événements historiques qui la rend complémentaire du Docteur. Même s'il est suggéré dans « The Wheel in Space » qu'elle n'éprouve pas de sentiment, les scénaristes la montreront tour à tour coquette (« The Invasion ») ou, aventureuse (« The Krotons. ») Néanmoins, assez jeune (si aucun âge ne lui est donné, il était écrit non-officiellement que le personnage avait 15 ans) et inexpérimentée elle se mettra souvent seule dans des situations périlleuses.

## Autres médias
Zoe réapparaît dans de nombreux comics book, romans ou pièces radiophoniques dérivées de Doctor Who, mais ceux-ci ne correspondent pas à la canoncité de la série et se contredisent eux-mêmes. 
Peu de temps après sa disparition dans la série, son personnage apparaît brièvement dans le recueil de comic book annuel "Doctor Who 1970".